# Mathieu Molé (1584-1656)
Pour les articles homonymes, voir Mole.
 (septembre 2020).
Si vous disposez d'ouvrages ou d'articles de référence ou si vous connaissez des sites web de qualité traitant du thème abordé ici, merci de compléter l'article en donnant les références utiles à sa vérifiabilité et en les liant à la section « Notes et références ».
Mathieu Molé, baptisé le 14 décembre 1584 en la paroisse Saint-André-des-Arts de Paris, et mort le 3 janvier 1656, à Paris, est un homme d'État français. Premier président du parlement de Paris, il joua un rôle important sous la Fronde et devint par la suite garde des sceaux.

## Biographie
Mathieu Molé fait des études de droit à l'université d'Orléans. Admis comme conseiller au parlement de Paris en 1606, il devint président aux requêtes en 1610, procureur général en 1614 en remplacement de Nicolas de Bellièvre, et participa à l'assemblée des notables convoquée à Rouen en 1617. 
C'est lui qui fit enfermer le poète Théophile de Viau à la Conciergerie en 1623, sur des accusations de blasphème et d'athéisme portées par les Jésuites. Il s'opposa en vain à la création de tribunaux d'exception pour juger les affaires politiques. En raison de son obstination à défendre la cause des frères Louis et Michel de Marillac, il fut suspendu en 1631, et convoqué à Fontainebleau pour se justifier.
Les relations entre Molé et le cardinal de Richelieu avaient été satisfaisantes, malgré l'inclination du premier pour les doctrines de Port-Royal. Mais ce n'est qu'après la mort de Richelieu que Molé parvint à obtenir la libération de son ami, l'abbé de Saint-Cyran.
En novembre 1641, Molé fut nommé Premier président du Parlement de Paris, avec instruction d'interdire toute assemblée générale des chambres sans la permission expresse du Roi. Après la mort de Richelieu, l'agitation parlementaire s'accrut. Le parlement prétendit remplir la fonction des états généraux. En 1648, le Parlement se réunit avec les autres cours souveraines – la Cour des aides, le Grand Conseil et la Chambre des comptes – et les magistrats proposèrent 27 articles qui revenaient à établir une nouvelle constitution. Dans le long conflit qui s'ensuivit entre Anne d'Autriche et le Parlement, Molé, sans rien céder des droits de la juridiction, joua un rôle de conciliation. 

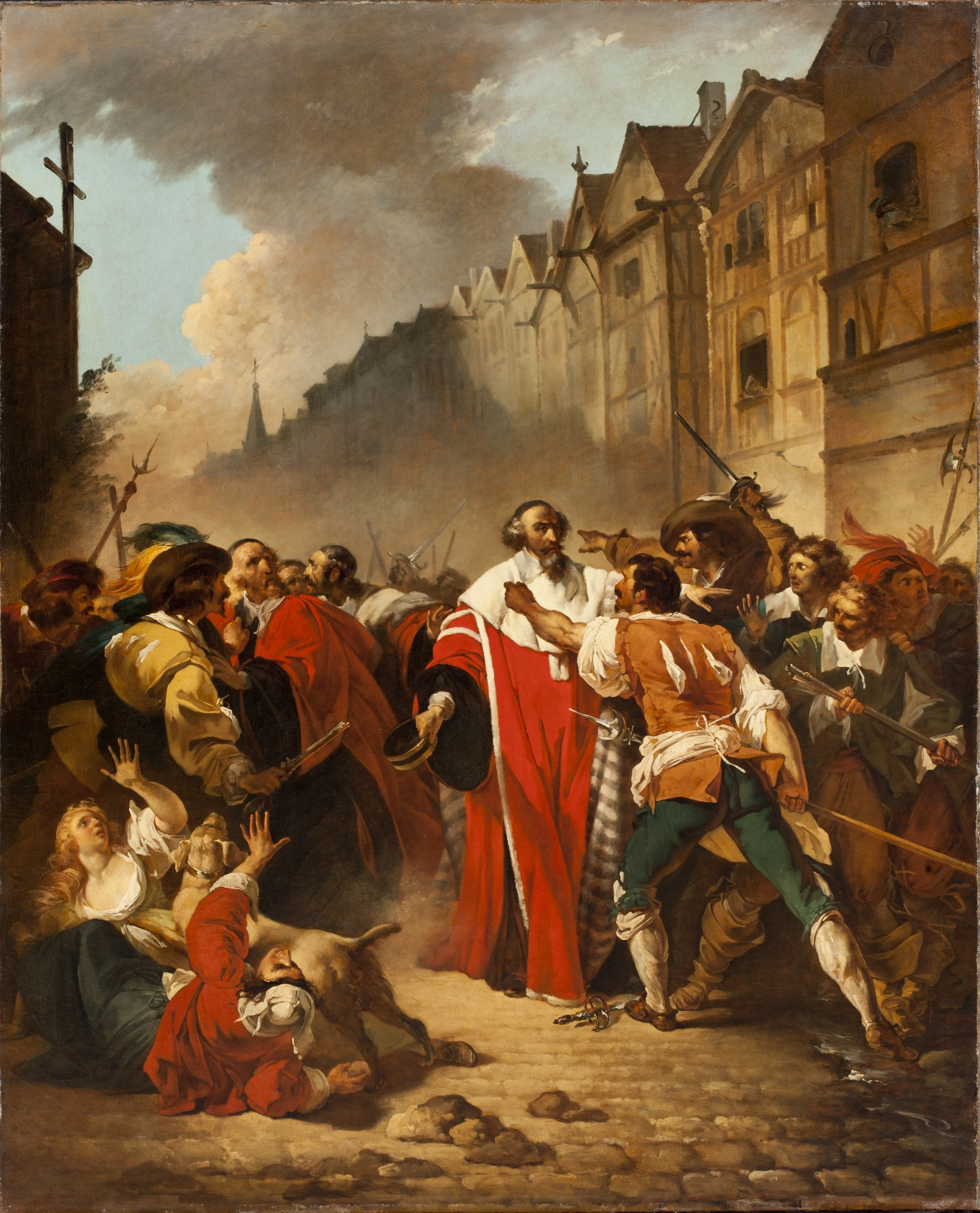
Le Président Molé, saisi par les factieux, au temps des guerres de la Fronde.
Peinture d'histoire de François-André Vincent, 1779, Detroit Institute of Arts

Lors de la journée des barricades le 26 août 1648, il alla trouver la reine et le cardinal Mazarin pour demander la libération de Pierre Broussel et de René Potier de Blancmesnil, dont l'emprisonnement avait été l'élément déclencheur de l'émeute. Le lendemain, le Parlement refit, en corps, la même démarche. Sur le chemin du retour, Messieurs du Parlement furent arrêtés par la foule, rue de l'Arbre-Sec, et Molé fut menacé de mort s'il ne ramenait soit Broussel, soit Mazarin comme otage. La plupart des magistrats s'enfuirent, mais quelques-uns, conduits par Molé, retournèrent au Palais-Royal et persuadèrent Anne d'Autriche de libérer les prisonniers. Molé y gagna une réputation d'intrépidité – « le plus intrépide homme à mon sens qui ait paru dans son siècle », selon le cardinal de Retz. La scène fut représentée par François-André Vincent dans un tableau de 1779 le Président Molé saisi par les factieux au temps des guerres de la Fronde.
Les conseils de modération de Molé ne permirent pas d'éviter la première Fronde mais il négocia la paix de Rueil en 1649 et évita un affrontement entre les partisans de Condé et ceux du cardinal de Retz dans l'enceinte même du Palais de justice. 
Il refusa les honneurs et les récompenses pour lui-même et pour sa famille, mais fut nommé garde des sceaux de France du 3 avril au 13 avril 1651, puis le 8 septembre, en remplacement de Pierre Séguier. Il resta en poste jusqu'à sa mort, le 3 janvier 1656.
Son éloge funèbre fut prononcé par Antoine Godeau, évêque de Vence, le 10 février 1656, en l'église abbatiale de Saint-Antoine-des-Champs, dont sa fille Madeleine était abbesse.

## Famille
Mathieu Molé, seigneur de Lassy et de Champlâtreux, est issu d'une ancienne famille de robe originaire de Troyes mais fixée à Paris au XVIe siècle. Il est le fils d'Édouard Molé (1540-1614), qui fut procureur général au parlement de Paris.
En 1608, il épousa Renée de Nicolaï (†1641), seconde fille de Jean II de Nicolaï et de Madeleine de Billy. Ils eurent dix enfants :
1. Édouard Molé, (1609-1652) abbé de Sainte-Croix de Bordeaux, évêque de Bayeux ;
2. Édouard-Jean Molé (1610-1682), seigneur de Lassy et de Champlâtreux, président à mortier au parlement de Paris et conseiller d'État ;
3. François Molé (1625-1712), marquis de Porquerolles, maître des requêtes ;
4. Mathieu Molé  (†1658), chef d'escadre ;
5. Jeanne Gabrielle Molé  (†1637) ;
6. Madeleine Molé  (1607-1681), religieuse bénédictine en l'abbaye de Chelles, puis abbesse de Saint-Antoine-des-Champs de 1652 à sa mort, survenue le 28 avril 1681 ;
7. Françoise Molé, moniale de Chelles, coadjutrice de sa sœur dès 1652, puis abbesse de Saint-Antoine-des-Champs de 1681 à sa mort, survenue le 21 avril 1686 ;
8. Jeanne Molé, religieuse ;
9. Madeleine Molé, religieuse ;
10. Anne Molé, religieuse.

## Iconographie

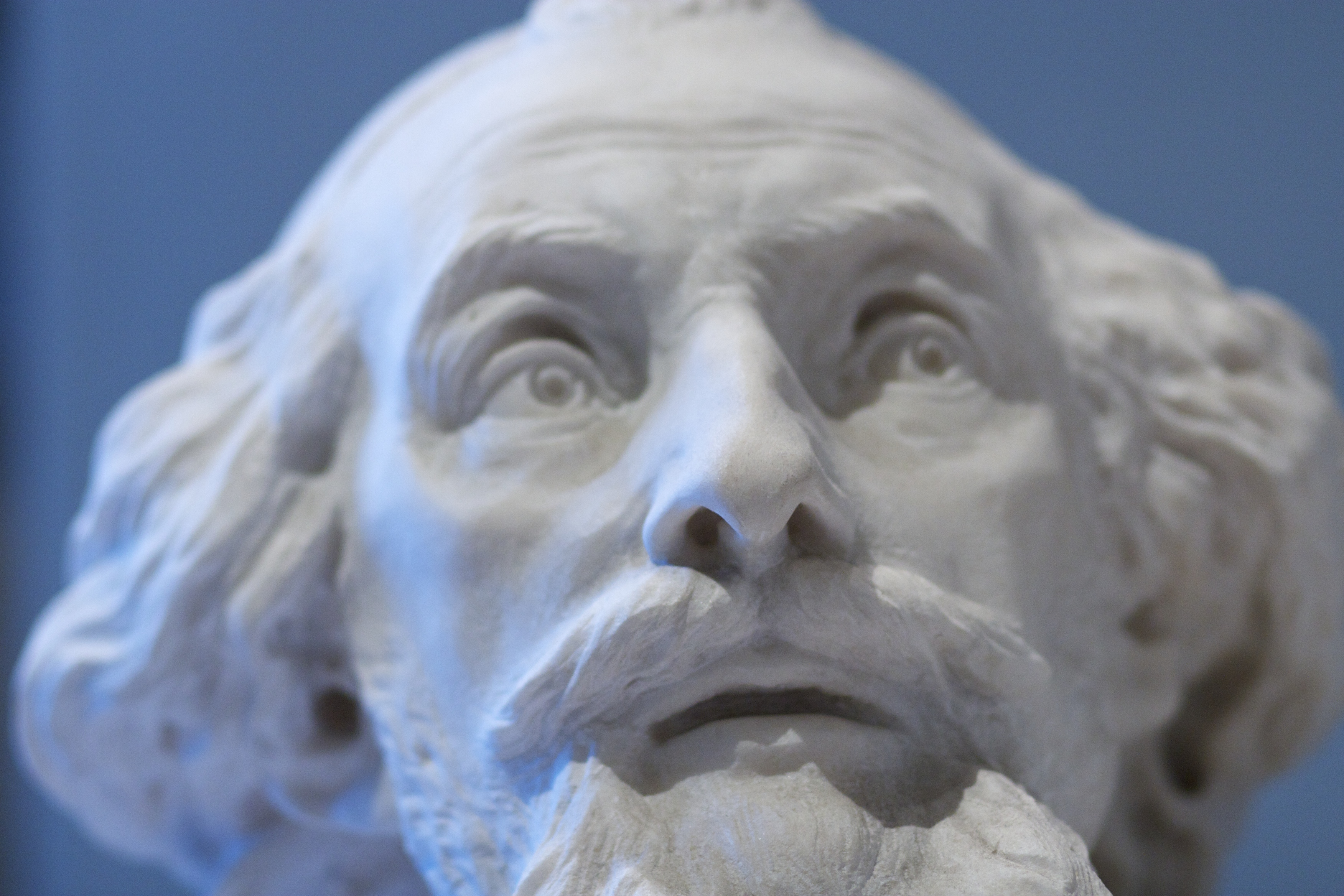
Statue de Mathieu Molé par Étienne Gois, Musée du Louvre, Paris.

- Statue en marbre par Étienne Gois père (v. 1785-1789), Paris, Musée du Louvre : .
- Molé a sa statue parmi les Hommes illustres (Louvre)
- Statue dans l'hémicycle du Palais du Luxembourg, le Sénat

### Sources
- Les Mémoires de Molé ont été édités par Aimé Champollion-Figeac pour la Société de l'histoire de France (Paris, J. Renouard et Cie., 4 vol. , 1855-1857), tome 1, tome 2, tome 3, tome 4 ;
- Voir aussi les Mémoires du cardinal de Retz et d'Omer Talon.
- (en) « Mathieu Molé (1584-1656) », dans Encyclopædia Britannica [détail de l’édition], 1911 (lire sur Wikisource).